# Gran terremoto de Kantō

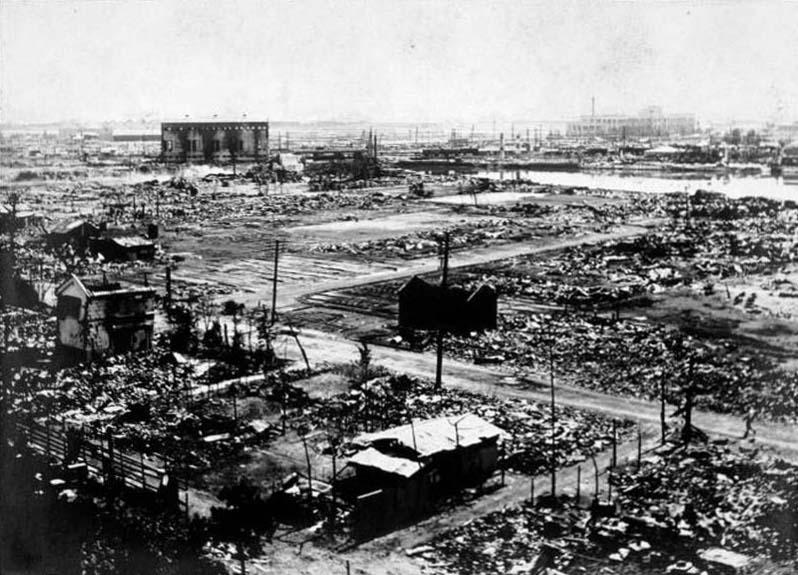
Vista de Yokohama destruida tras el terremoto.

El Gran terremoto de Kantō (関東大震災 Kantō daishinsai?,  literalmente "Gran catástrofe-terremoto de Kantō") azotó la llanura de Kantō en la isla japonesa de Honshu, a las 11:58 del sábado 1 de septiembre de 1923.
El sismo tuvo una magnitud de 8,2 en la escala sismológica de Richter, con hipocentro bajo la isla Izu Ōshima en la bahía de Sagami. La causa fue una ruptura de parte del borde convergente donde la placa filipina subduce debajo de la placa de Ojotsk a lo largo de la línea de la fosa de Sagami.
Destruyó la ciudad portuaria de Yokohama así como las prefecturas vecinas de Chiba, Kanagawa, Shizuoka y Tokio.
En 1960, el gobierno japonés designó el 1 de septiembre como Día de la Prevención de Desastres (防災の日 Bōsai no hi?), un día para recordar y prepararse para desastres naturales, incluidos tsunamis y tifones. En torno a esa fecha se hacen simulacros, así como eventos de promoción del conocimiento y ceremonias de premiación a personas de mérito.

## Daños
El sismo causó daños generalizados en toda la región de Kantō. La fuerza del terremoto fue tan grande que en Kamakura, a más de 60 km del epicentro, movió la estatua del Gran Buda, que pesa alrededor de 121 toneladas, casi 60 centímetros.
De acuerdo a las fuentes más confiables, al menos 105 385 personas murieron y otras 37 000 quedaron desaparecidas, posiblemente muertas. Muchas de las víctimas provienen de los 88 incendios que ocurrieron de manera separada y que se extendieron rápidamente debido a los fuertes vientos de un tifón cerca de la península de Noto. En varios lugares, fueron observadas tormentas de fuego, la más grande se cobró al menos 30 000 vidas en el Rikugun Honjo Hifukusho. El fuego duró dos días, hasta la mañana del 3 de septiembre.
Alrededor de 570.000 hogares fueron destruidos, dejando un estimado de 1,9 millones de damnificados o refugiados. El daño se estima que excedió los mil millones de dólares estadounidenses actuales.
El caos y el pánico creado por el terremoto levantó rumores de que coreanos estaban cometiendo saqueos e incendios premeditados. Cientos, quizás miles de coreanos y habitantes de Okinawa fueron asesinados por milicias civiles japonesas. El total de muertos incluidos los que murieron en los desastres se estimó en alrededor de 6000. En algunos lugares, se establecieron puntos de control para vigilar entre los viajeros si eran saqueadores o delincuentes. Socialistas como Hirasawa Keishichi y anarquistas como Osugi Sakae e Ito Noe fueron asesinados por miedo de que pudieran usar esa oportunidad para agitar a las masas.
Después del terremoto, Gotō Shinpei organizó un plan de reconstrucción de Tokio con redes modernas de carreteras, trenes y servicios públicos. Se crearon parques en todo Tokio para servir como lugares de refugio y los edificios públicos fueron construidos con estrictos estándares como los edificios privados para acomodar refugiados. Sin embargo, el estallido de la Segunda Guerra Mundial y la posterior destrucción de lugares limitó severamente los recursos.

## Masacre de minorías étnicas tras el terremoto

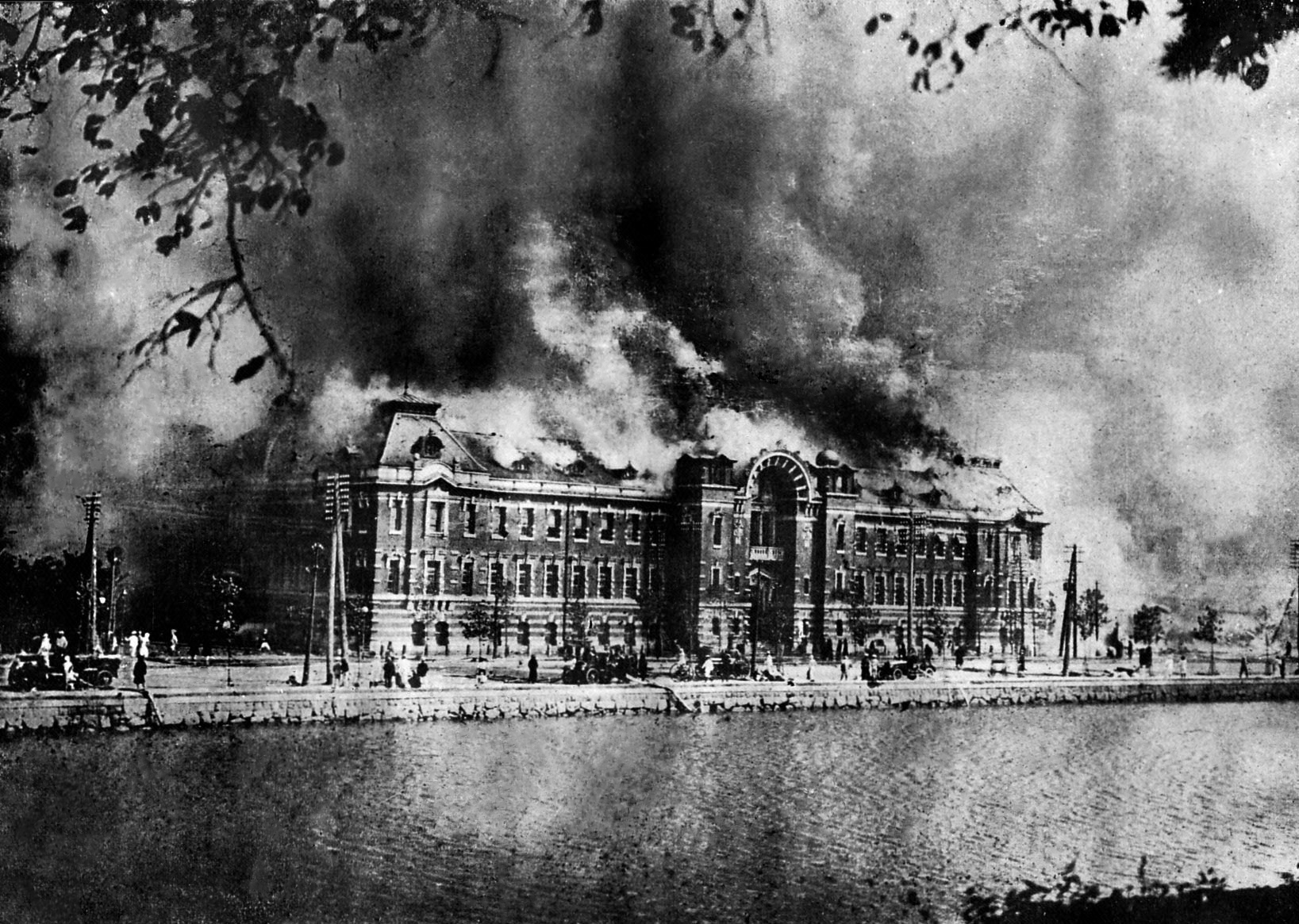
Departamento de Policía Metropolitana en llamas, en Marunouchi, cerca del parque Hibiya.

El Ministerio del Interior Japonés declaró la ley marcial, y ordenó a todos los jefes de policía que como prioridad facilitasen el mantenimiento del orden y la seguridad. Se hizo circular un rumor particularmente pernicioso sobre que los coreanos se estaban aprovechando de la catástrofe cometiendo incendios y robos, y que estaban en posesión de bombas. Tras el terremoto, en las zonas urbanas de Tokio y Yokohama se produjeron brutales asesinatos en masa de coreanos por parte de turbas de ciudadanos japoneses. Algunos periódicos informaron de estos rumores como hechos auténticos, que llevaron al rumor más mortal de todos: que los coreanos estaban envenenando los suministros de agua. Los numerosos incendios y el agua turbia en el suministro, efecto poco conocido de un terremoto de gran magnitud, parecían confirmar los rumores que llegaban a los supervivientes. Se crearon comités de vigilancia en las instalaciones de retenes en las ciudades, pueblos y aldeas de la región. Debido a que las personas con acento coreano pronuncian "G" o "J" en el principio de las palabras de manera distinta, se usaron los números 15 円 y 50 銭 (jū-go-en, go-jū-sen) y がぎぐげご (gagigugego) como un Shibboleth. Cualquier persona que no pronunciase correctamente se la consideraba coreana. Algunos pocos huyeron al campo, pero hubo muchos que fueron apaleados y/o asesinados. Hubo muchos ciudadanos que fueron equivocadamente identificados como coreanos, como muchos chinos, okinawenses, y japoneses que hablaban dialectos regionales, que sufrieron la misma suerte. Alrededor de 700 chinos, la mayoría de Wenzhou, fueron asesinados. Un monumento que conmemora este trágico suceso fue construido en 1993 en Wenzhou.

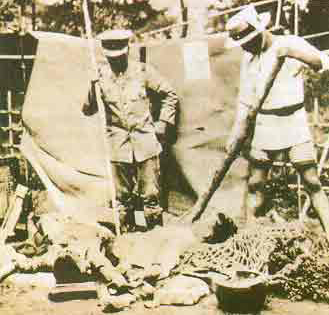
Asesinato de coreanos tras el terremoto de Kantō de 1923.

## Memoria
En 1960 se designó el 1 de septiembre como el Día de la Prevención de Desastres para conmemorar el terremoto y crear conciencia de la importancia de prepararse ante los desastres, debido a que septiembre y octubre es la temporada alta de ciclones. Organizaciones públicas y privadas realizan entrenamientos de desastres. Tokio está localizada cerca de una falla bajo la península de Izu que, en promedio, causa un gran terremoto aproximadamente cada 70 años.
Algunos monumentos discretos se encuentran en el parque Yokoamicho en el distrito de Sumida, en el lugar del espacio abierto en el que se estima que unas 38.000 personas murieron a causa de un solo remolino de fuego. El parque alberga un salón/museo conmemorativo de estilo budista, una campana conmemorativa donada por budistas taiwaneses, un monumento a las víctimas de los bombardeos aéreos de Tokio de la Segunda Guerra Mundial y un monumento a las víctimas coreanas de la masacre de Kantō.

## En la cultura popular
- El terremoto es narrado gráficamente en el número 80 de la revista de historietas mexicana Aventuras de la vida real, del 1 de agosto de 1962, titulado Tokio tiembla.[17]
- En la telenovela Oshin se recrea el terremoto, que ocurre el mismo día en que inauguraría su fábrica, muriendo su anciano colaborador Genji cuando este sacrifica su vida para salvar al pequeño Takeshi. Como consecuencia de ello, Oshin debe acompañar a su esposo a su ciudad natal (Saga), donde se enfrenta a su suegra y a sus cuñados Fukutaro y Hatsuko, que no aprueban el matrimonio, intentando por todos los medios que Ryuzo se divorcie de ella.
- En Mao de Rumiko Takahashi se plasma en el capítulo 18 al 21 este suceso como un suceso clave siendo que mientras el terremoto ocurrió la primera interacción cronológica de Nanoka y el Byouki mencionado varias veces antes de lo ocurrido(caps 12,13,14), además dejar consecuencias con las que los personajes principales tendrían que lidiar en futuros capítulos.
- En la película El viento se levanta de Studio Ghibli hay una representación del terremoto.
- En el manga Billy Bat de Naoki Urasawa el terremoto es provocado por el propio Billy Bat para ayudar al pequeño Kyoshi Kurusu a acabar con la vida del amante de su madre.